# District d'Olomouc
Le district d'Olomouc (en tchèque : okres Olomouc) est un des cinq districts de la région d'Olomouc, en Tchéquie. Son chef-lieu est la ville d'Olomouc.

## Liste des communes
Le district compte 97 communes, dont 7 ont le statut de ville (město, en gras) et 3 celui de bourg (městys, en italique) :
Babice •
Bělkovice-Lašťany •
Bílá Lhota •
Bílsko •
Blatec •
Bohuňovice •
Bouzov •
Bukovany •
Bystročice •
Bystrovany •
Červenka •
Charváty •
Cholina •
Daskabát •
Dlouhá Loučka •
Dolany •
Doloplazy •
Domašov nad Bystřicí •
Domašov u Šternberka •
Drahanovice •
Dub nad Moravou •
Dubčany •
Grygov •
Haňovice •
Hlásnice •
Hlubočky •
Hlušovice •
Hněvotín •
Hnojice •
Horka nad Moravou •
Horní Loděnice •
Hraničné Petrovice •
Huzová •
Jívová •
Komárov •
Kozlov •
Kožušany-Tážaly •
Krčmaň •
Křelov-Břuchotín •
Liboš •
Lipina •
Lipinka •
Litovel •
Loučany •
Loučka •
Luběnice •
Luká •
Lutín •
Lužice •
Majetín •
Medlov •
Měrotín •
Město Libavá •
Mladeč •
Mladějovice •
Moravský Beroun •
Mrsklesy •
Mutkov •
Náklo •
Náměšť na Hané •
Norberčany •
Nová Hradečná •
Olbramice •
Olomouc •
Paseka •
Pňovice •
Přáslavice •
Příkazy •
Řídeč •
Samotišky •
Senice na Hané •
Senička •
Skrbeň •
Slatinice •
Slavětín •
Štarnov •
Štěpánov •
Šternberk •
Střeň •
Strukov •
Suchonice •
Šumvald •
Svésedlice •
Těšetice •
Tovéř •
Troubelice •
Tršice •
Újezd •
Uničov •
Ústín •
Velká Bystřice •
Velký Týnec •
Velký Újezd •
Věrovany •
Vilémov •
Želechovice •
Žerotín

## Principales villes
Population des dix principales communes du district au 1er janvier 2025 et évolution depuis le 1er janvier 2024 :
| Olomouc         | 103 063 | en augmentation |
| Šternberk       | 13 239  | en diminution   |
| Uničov          | 11 237  | en augmentation |
| Litovel         | 9 510   | en diminution   |
| Hlubočky        | 4 207   | en augmentation |
| Velká Bystřice  | 3 779   | en augmentation |
| Štěpánov        | 3 555   | en augmentation |
| Lutín           | 3 132   | en diminution   |
| Velký Týnec     | 3 205   | en augmentation |
| Moravský Beroun | 2 804   | en diminution   |